# Grandville (Michigan)
Grandville is een plaats (city) in de Amerikaanse staat Michigan, en valt bestuurlijk gezien onder Kent County.

## Demografie
Bij de volkstelling in 2000 werd het aantal inwoners vastgesteld op 16.263.
In 2006 is het aantal inwoners door het United States Census Bureau geschat op 16.774, een stijging van 511 (3.1%).

## Geografie
Volgens het United States Census Bureau beslaat de plaats een oppervlakte van
19,7 km², waarvan 19,2 km² land en 0,5 km² water. Grandville ligt op ongeveer 184 m boven zeeniveau.

## Plaatsen in de nabije omgeving
De onderstaande figuur toont nabijgelegen plaatsen in een straal van 12 km rond Grandville.